# 清水巖
清水 巖（しみず いわお、1945年8月30日 - ）は、日本の法学者。専門は、商法・消費者法。九州大学名誉教授。消費者問題研究者。社会活動家。

## 来歴
山口県山口市に生まれる。山口県立山口高等学校を経て、1968年に大阪大学法学部を卒業。引き続き同大学院法学研究科に進み、修士課程を修了後、博士課程在学中に文部教官に採用されて退学する。
滋賀大学経済学部助教授を経て、1983年に教授に昇進（学部および大学院経済学研究科で商法を担当）。
1993年に九州大学法学部教授（大学制度改革により九州大学大学院法学研究院教授）に転任。その後、法科大学院制度の発足により、同大学法科大学院教授を兼任した。九州大学では法学部および大学院法学府博士課程で商法及び消費者法を、大学院法務学府（法科大学院）で消費者法を担当した。
2009年4月より九州大学名誉教授。この間、東京大学法学部客員研究員、コロンビア大学法科大学院客員研究員、ルーヴァン・カトリック大学（ベルギー）消費者法研究所客員研究員としても研究に従事した。

## 研究活動
九州大学および滋賀大学の学部・大学院において、商法および消費者法の研究と教育に従事する一方、その研究成果を、消費者、行政、企業の現実の活動において実践、検証し、さらに、新たに発生する問題や研究課題を発掘し、常に大学での研究教育活動と現実社会での調査研究・教育活動をフィードバックすることを重視するスタイルをとっている。
特に、消費者問題は、高度な科学技術を用いた商品・サービスの大量生産・大量提供・大量消費の現代社会で構造的に発生する問題であり、｢地球環境を汚染するなど子孫も含めて人類の存亡にかかわる問題もある｣として,大学院生以来、使命感をもって取り組んできたと、本人が述べている。
研究成果を消費者の安全と被害の救済のための社会活動にとして、政府の国民生活審議会・産業構造審議会などの審議会や、大阪府、兵庫県、福岡県、滋賀県、福岡市、神戸市、および大阪市での消費生活審議会（消費者保護審議会）委員や会長を延べ45年間（長い所では一箇所で35年間）勤め、新規立法や法改正、新規条例制定や条例改正、消費者苦情処理などで専門家として参画または取りまとめて、提言をおこなった。
消費者庁設立に際しては、2009年4月の衆議院の「消費者問題に関する特別委員会」で公聴会公述人として、消費者庁の早期設立と消費生活相談員の待遇改善を求める意見を陳述した。
若手研究者のころより、NHKなどでの多数回のテレビ出演、独立行政法人国民生活センターでの全国各地の消費生活センター、消費者団体などで消費者・市民に啓発のための講座での講演活動、さらに弁護士・司法書士・消費生活相談員・消費生活アドバイザーなどの専門家の研修会・研究会のための講師や助言者としての活動をおこなってきた。また、消費者問題専門家の養成活動として、独立行政法人国民生活センターでの消費生活(専門)相談員養成講座、一般財団法人日本産業協会での消費生活アドバイザー資格更新講座講師、消費生活相談員や消費生活アドバイザー資格試験の試験委員を数多く務めた。
消費者契約法に定められた内閣総理大臣認定適格消費者団体（特定非営利活動法人）である「ひようご消費者ネット｣の初代理事長として不当な契約条項の使用差し止め請求活動に携わった。

## 著作
単著
- 『消費者法』日本商工出版、2001年8月 ISBN 4-930897-69-6 C1032 P1429E

共著・共同執筆
- 『法律問題の基礎知識』有斐閣、1972年10月
- 『判例工業所有権法』有信堂、1972年10月
- 『判例演習講座 商法I（総則・会社法）』世界思想社、1973年1月
- 『企業・経営と法』有斐閣、1973年9月
  - 『新版・企業・経営と法』有斐閣、1984年9月
- 『商法判例(1)』有斐閣、1973年12月
- 『現代契約法入門－新しい契約法を考える』有斐閣、1974年6月
- 『商法判例(2)』有斐閣、1975年3月
- 『消費者保護法の基礎』青林書院新社、1977年1月
- 『判例コンメンタール(12) 商法II』三省堂、1977年5月
- 『商法II（総則・商行為・手形小切手） 判例と学説6』日本評論社、1977年5月
- 『消費者保護と現代－日独シンポジウム報告書』第一法規、1978年3月
- 『商法の争点』有斐閣、1978年
- 『テキストブック手形法小切手法』有斐閣、1980年5月
- 『Doing Business In Japan Vol.3(Commercial Paper)』Mathew Bender（ニューヨーク）、1980年
- 『契約に関する消費者苦情処理便覧』通商産業省産業政策局、1981年3月
- 『消費者のための契約ガイド』財団法人日本消費者協会、1981年9月
- 『現代契約法体系 第4巻』有斐閣、1985年2月
- 『コンピュータシステムと取引法』三省堂、1987年8月
- 『新法学辞典』日本評論社、1991年2月
- 『クーリング・オフ根ほり葉ほり』全国消費生活相談員協会、1993年3月
- 『世界大百科事典』平凡社、1998年（第3巻、第4巻、第6巻、第7巻、第10巻で記述担当）
- 『クーリング・オフ ガイドブック』全国消費生活相談員協会、2003年3月
- 『訪問販売・通信販売苦情処理マニュアル』国民生活センター
- 『商法略説』有斐閣

監修
- 全国消費生活相談員協会（篇）『通信・訪問・クレジット販売トラブル処方箋』第一法規出版、1989年8月

## 表彰
- 2001年 - 内閣府経済財政政策担当大臣表彰[16]
- 2015年 - 経済産業大臣表彰（消費生活アドバイザー制度への貢献）[17][18]
- 2017年 - 消費者支援功労者表彰（内閣総理大臣表彰）[19]